# Dendrochilum abbreviatum
Espèce
Classification phylogénétique
Statut CITES

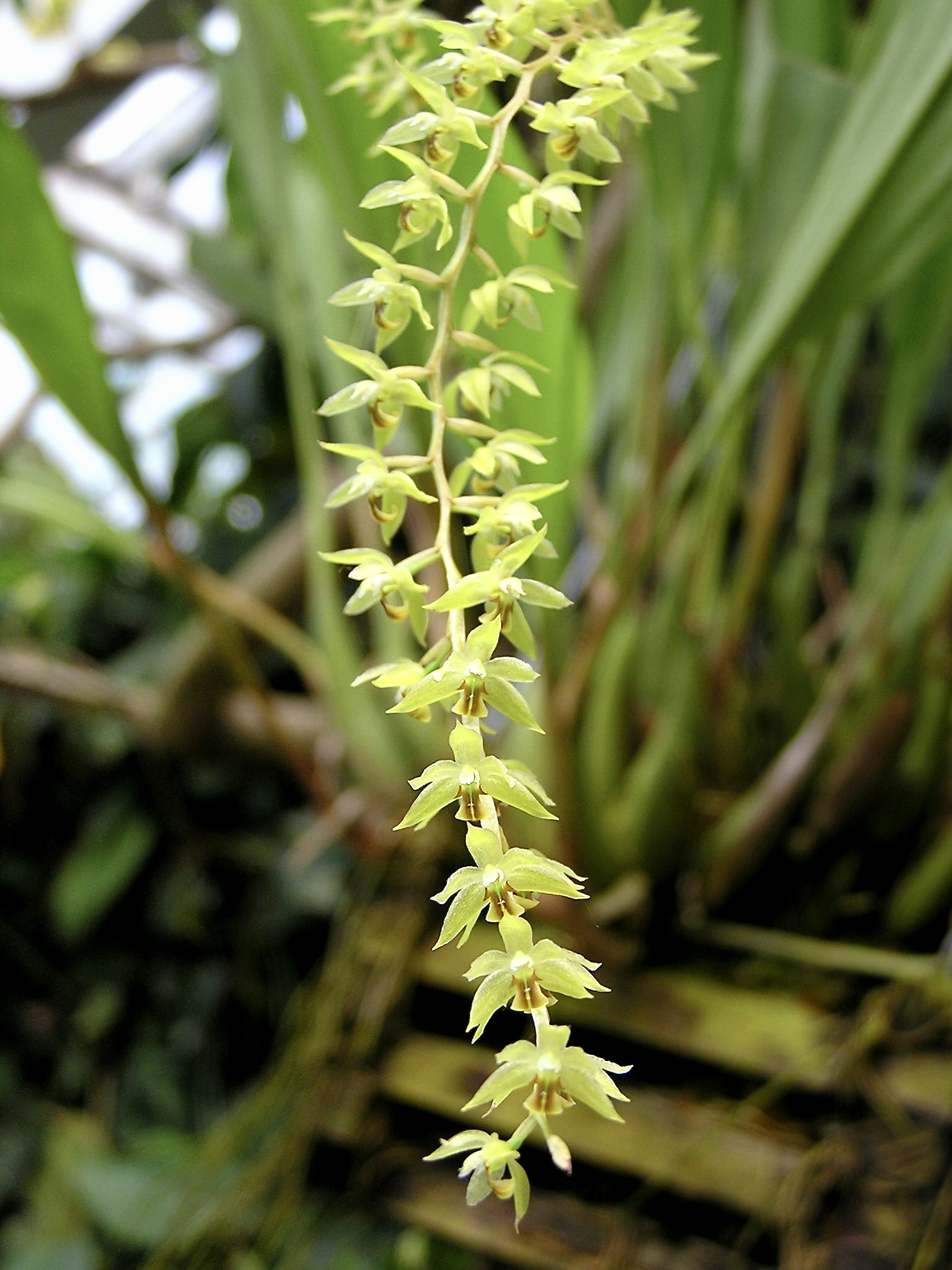
Dendrochilum abbreviatum au jardin botanique de Hannover

Dendrochilum abbreviatum est une espèce d'orchidée épiphyte de taille petite à moyenne, à pseudo bulbes, des forêts primaires, qui pousse à une altitude de 700 à 2000 mètres.
Elle porte de très nombreuses inflorescences de 25 à 30 cm avec chacune de 25 à 30 petites fleurs vertes.

## Culture
- Culture en pot
- Lumière moyenne
- Humide
- Tempéré
- Floraison de Mai à Août
- Aucun repos à prévoir pour cette orchidée